# Eureka (Carolina del Nord)
Eureka és una població dels Estats Units a l'estat de Carolina del Nord. Segons el cens del 2006 tenia 241 habitants.

## Demografia
Segons el cens del 2000, Eureka tenia 244 habitants, 108 habitatges i 72 famílies. La densitat de població era de 261,7 habitants per km².
Dels 108 habitatges en un 21,3% hi vivien nens de menys de 18 anys, en un 50,9% hi vivien parelles casades, en un 12% dones solteres, i en un 33,3% no eren unitats familiars. En el 32,4% dels habitatges hi vivien persones soles el 18,5% de les quals corresponia a persones de 65 anys o més que vivien soles. El nombre mitjà de persones vivint en cada habitatge era de 2,24 i el nombre mitjà de persones que vivien en cada família era de 2,79.
Per edats la població es repartia de la següent manera: un 19,3% tenia menys de 18 anys, un 7% entre 18 i 24, un 23,4% entre 25 i 44, un 26,2% de 45 a 60 i un 24,2% 65 anys o més.
L'edat mediana era de 45 anys. Per cada 100 dones de 18 o més anys hi havia 80,7 homes.
La renda mediana per habitatge era de 29.545 $ i la renda mediana per família de 36.250 $. Els homes tenien una renda mediana de 26.500 $ mentre que les dones 31.875 $. La renda per capita de la població era de 14.396 $. Entorn del 9,1% de les famílies i l'11,6% de la població estaven per davall del llindar de pobresa.

## Poblacions més properes
El següent diagrama mostra les poblacions més properes.